# Mesotanais dubius
Mesotanais dubius is een naaldkreeftjessoort uit de familie van de Leptocheliidae. De wetenschappelijke naam van de soort is voor het eerst geldig gepubliceerd in 1897 door Dollfus.